# دی‌متیل‌استامید
دی‌متیل‌استامید (به انگلیسی: Dimethylacetamide) یک ترکیب شیمیایی با شناسه پاب‌کم ۳۱۳۷۴ است. شکل ظاهری این ترکیب، مایع بی‌رنگ است.